# Piwnice (przystanek kolejowy)
Piwnice – zlikwidowany przystanek osobowy a dawniej stacja kolejowa w Piwnicach Wielkich na linii kolejowej nr 35, w województwie warmińsko-mazurskim, w Polsce.
Przystanek kolejowy funkcjonował do 1961 roku, po czym został rozebrany. Pozostawiono jednak mijankę, która funkcjonowała do 1990 roku kiedy została zlikwidowana